# 大阪市立平野図書館
大阪市立平野図書館（おおさかしりつひらのとしょかん）は、大阪府大阪市平野区にある、大阪市立図書館の分館。
周辺は、「平野郷」と呼ばれ、歴史遺産が多く残る地域である。これを意識して、大阪市で唯一、和風様式を採用した図書館建築となっている。なお、同地域の杭全神社には、日本で唯一連歌所（大阪市指定文化財）が残っており、定期的に平野法楽連歌会が開かれている。図書館でも、「連歌の会」「こども連歌の会」を、市民の協力を得て開催している。

## 施設概要
- 開館：1972年（昭和47年）7月1日 （2001年（平成13年）10月19日新築移転）
- 延床面積：1,599.43平方メートル
- 閲覧室：801平方メートル

## 沿革
- 1970年11月 - 「図書館をみんなのものにする会」が自動車文庫（移動図書館）と図書館の増設を大阪市会に請願し、全会一致で採択される。
- 1972年7月1日 - 大阪市立東住吉図書館（現在の大阪市立東住吉図書館とは直接のつながりはない）として、東住吉区（現：平野区）加美に開館（同時開館：大阪市立西淀川図書館）。以後、全区に1館ずつ地域館建設が続く（1989年の島之内図書館まで）。
- 1974年7月22日 - 大阪市の分増区で平野区が成立したことに伴い、大阪市立平野図書館に改称。
- 2001年10月19日 - 現在地に新築移転。

## 開館時間
- 火曜日 - 金曜日:10時 - 19時
- 土曜日、日曜日、国民の祝日・国民の休日:10時 - 17時

## 休館日
- 月曜日（国民の祝日と国民の休日は開館）
- 毎月第3木曜日（国民の祝日と国民の休日は開館）
- 年末年始
- 蔵書点検期間

## 所蔵
- 図書：95,025冊[1]
- 雑誌：121タイトル
- 新聞：16紙
- DVD：286枚
- ビデオ：625本
- CD：2,035枚

（2019年3月31日現在）

## 貸出
- 1人15冊まで15日間[2]
- うち、CD・DVD・カセットは5点まで
- 大阪市立図書館カードを発行しないと貸出できない

## アクセス
- 西日本旅客鉄道大和路線 加美駅 南西へ約800m
- 西日本旅客鉄道大和路線 平野駅 南東へ約1.2km
- 大阪シティバス・近鉄バス平野東一丁目 下車

## その他
- 第6教科書センター（採択地区:東住吉区・平野区）で、小・中学校用教科書を所蔵